# هشت‌بهشت (کتاب)

شیخ احمد روحی یکی از نویسندگان کتاب هشت بهشت

میرزا آقاخان کرمانی یکی از نویسندگان کتاب هشت بهشت

هشت بهشت، نوشته میرزا آقاخان کرمانی و شیخ احمد روحی دو تن از ازلیان است که به زعم نوشته کتاب دربارهٔ احکام آیین بیانی و پاره‌ای از وقایع تاریخی نگاشته شده‌است.
این کتاب، در شرح احکام آیین باب و نیز دارای نقدی کلامی- تاریخی، بر دعوت استقلالی میرزا حسینعلی نوری است که با ادبیاتی سخت به نگارش درآمده است. بهائیان این کتاب را در شمار آثار سیاسی بابیان در زمان مشروطیت دانسته‌اند.
نویسندگان این کتاب در ارتباط با میرزا حسینعلی نوری، بنیانگذار آیین بهائی و مشاورش از واژگانی تند استفاده کرده‌اند.

## علت نام گذاری
علت نام‌گذاری کتاب به هشت بهشت، وجود هشت بابی است که در آن گردآوری شده‌است.
هشت باب از این قرارند:
- باب اول: در حقوق الهیه
- باب دوم: در تهذیب اخلاق
- باب سوم: در تدبیر و حکمت منزل
- باب چهارم: در حقوق مدنیه
- باب پنجم: در حقوق و نوامیس عامّه
- باب ششم: در حقوق ملکوتیه
- باب هفتم: در احوال قیامت و دلائل ظهور قائم آل محمد
- باب هشتم: در وقایع قیامت و ظهور نقطه بیان و اصحاب او[۵][۶]

## مشخصات بهترین نوع حکومت در اعتقاد نویسندگان
در این کتاب بر اساس آموزه‌های سید علی محمد شیرازی، برخی از مشخصات حکومت بیانی درج گردیده‌است:

- در کتاب بیان حکم برآن شده که قوای دولت، با قوای ملت، دائماً، متساوی و در برابر یکدیگر، قائم و برپا باشند؛ و باید شخص رئیس در احکام خود معصوم و مصون از حطا و زلل باشد. اما دراحکامی که حق اوست، نه در احکام خصوصیه و جزئیه، که باید به مشورت و اکثریت آراء پیش برود.
- فراگیر کردن (صلح عمومی) و جلوگیری از خرید وفروش سلاح‌های جنگی وبرداشتن رسم اسارت و برده فروشی و…
- نپذیرفتن (فدیه و جزیه) از (منکرین و معاندین دین بیان) و جلوگیری از کشتن هر که (به مشعر فؤاد و توحید) نیامده، تا با این (قتل عامه)، (صلح عامه) حاصل شود و (کل روی زمین) در (مشعر فؤاد) وارد شوند.
- تشکیل مجلسی در (هر بلد و هر مرکز) با حضور (سفراء و مبعوثان هر دولت ومنتخبین آن مملکت) تا (به‌طور مساوات در میان سکنه آن حدود حکم کند، اعم از اهالی یا اجانب)

## در خصوص کتاب هشت بهشت
شهاب فردوسی در این خصوص می‌فرماید:
باب در آثار خود - بر طبق کتاب هشت بهشت - وعده داده‌است که قبل از انقضای ۶۵ سال از ظهور او در ایران حادثه‌ای پیش خواهد آمد که بابیه عزت خواهند یافت و دشمنان ایشان خوار خواهند شد و این حادثه را بابیان، مشروطهٔ ایران می‌پندارند و نیز باب گفته‌است که چون قاجاریه رجعت بنی امیه هستند همان‌طور که بعد از شهادت حضرت سیدالشهداء هزار ماه حکومت کردند قبل از انقضای هزار ماه از ظهور منقرض خواهند شد. بابیه این موضوه را بر ظهور رضا شاه که سبب انقراض قاجاریه شد تطبیق می‌کنند.

در جای دیگری می‌نویسد:
در این‌جا لازم است اشاره کنیم کتاب هشت بهشت که در اوایل مشروطیت نوشته شده یکی از کتب بسیار نادر بابیه است که در آن احکام دین و آیین بیانی را شرح می‌دهد. این کتاب به قلم شیخ احمد روحی کرمانی به روایتی و میرزا آقاخان کرمانی به روایت دیگر یا به قلم هر دو نوشته شده‌است ولی مطالب آن بنا به نوشتهٔ میرزا آقاخان کرمانی که در کتاب خانهٔ بریتیش می‌وزیم انگلستان موجود و ضمیمهٔ کتاب هشت بهشت است و بر اثر اقدام پروفسور ادوارد براون در آن کنابخانه ضبط شده‌است از بیانات سید جوادکربلایی که باطناً بابی و ظاهراً شیخی بوده و در کرمان می‌زیسته و در همان شهر وفات یافته اقتباس شده‌است.